# Samuel Tinsley
Samuel Tinsley (South Mimms, 13 gennaio 1847 – Londra, 26 febbraio 1903) è stato uno scacchista inglese.

## Biografia
Commerciante di professione, si mise in evidenza nel torneo di Manchester del 1890 dove si classificò al nono posto, vincendo le partite contro esperti giocatori quali Isidor Gunsberg, George Henry Mackenzie, Emil Schallopp ed Edmund Thorold. Nel 1895 partecipò al grande torneo di Hastings dove, pur dovendosi accontentare del 20º- 21º posto ex aequo con Jacques Mieses, si prese la soddisfazione di vincere le partite contro Curt von Bardeleben, David Janowski, James Mason, Isidor Gunsberg, Georg Marco e William Pollock.  Anche nel torneo di Londra a doppio girone del 1899 si dovette accontentare giungendo quattordicesimo su quindici partecipanti, pur vincendo contro forti giocatori come Mikhail Chigorin, Jackson Whipps Showalter e Wilhelm Cohn. 
Nel 1891 disputò a Londra un match contro Oscar Müller, vincendolo nettamente con sette vittorie, tre patte e nessuna sconfitta.
Nel 1893 Tinsley pubblicò un manuale di scacchi per principianti dal titolo Six chess lessons for junior players.